# 大法官 (電影)
是一部於2014年上映的美國劇情電影，由大衛·多布金執導，小勞勃·道尼、勞勃·杜瓦、薇拉·法蜜嘉、文森·唐諾佛利歐、傑瑞米·史壯、戴克斯·夏普德及比利·鮑伯·松頓等人擔任主演。劇情講述一名芝加哥的律師漢克·帕爾默回到位于印第安納州的老家，並在父親約瑟夫·帕爾默駕車肇事後為其進行辯護的故事。
電影於2014年10月10日在美國上映。該片所獲得的評價褒贬不一，影評人讚賞道尼和杜瓦的演技與湯瑪斯·紐曼的配樂，但也批評其公式化的劇本及缺乏發展性的配角。勞勃·杜瓦憑其法官的角色獲得多項提名，包括奧斯卡金像獎獎、金球獎、美國演員工會獎及衛星獎等獎項的最佳男配角獎提名。此外，湯瑪斯·紐曼也入圍了衛星獎的最佳原創配樂獎。

## 劇情
漢克·帕爾默是芝加哥一位成功的執業辯護律師，並與印第安納州老家的家人久無來往。一天，他正在法庭為客戶辦理證據聽證會之辯護接到了一通電話，得知母親去世的消息，只得不情願地回家奔喪。
在卡林維爾，漢克與哥哥葛倫及患自閉症但喜爱摄影的弟弟戴爾重聚。随后，漢克在小縣法院停下來，悄悄地進入法庭並坐在后座觀察案件的審訊，而案件的法官是尚未退休且他最不想面對的固執父親——約瑟夫·帕爾默。后来父親回家時，約瑟夫对待來拜訪的客人热情有加，但对儿子漢克冷冷冰冰。
翌日早上，當漢克準備離開時，留意到父親的車有嶄新的撞擊痕跡，但是约瑟夫声称不記得这个痕迹是怎么来的。但是，先前觀察到的種種徵兆使漢克懷疑父親酒后驾车而撞車，因此二人發生口角最後不歡而散，漢克更憤而離去並稱永不回來。在飛機上，漢克得知警方懷疑父亲涉及一宗肇事逃逸的车祸命案，受害者為最近出獄的謀殺犯布萊克威爾，而父親則是當年判處對方重刑的法官，因此又立刻回頭幫忙處理這件事。
在肇事的車上發現布萊克威爾的血跡後，約瑟夫很快被起訴，檢察官德懷特·迪克漢想要以一級謀殺罪檢控约瑟夫。漢克同意為父親辯護並得悉其正在接受化療，此時他明白父親為何無法記住事故發生經過。这很可能可作爲一項强有力的理由，但約瑟夫不愿以此作爲辯護。儘管漢克是當下最適合的人選，但约瑟夫认为这样抗辩很可能会对損失他的名譽，於是他便委託了一位當地的律師。但由於該律師的能力尚淺，後來漢克还是接任了主辯護律師，為了儘可能不讓年邁的父親入獄。在此同時，新物證與證供不斷出現，案情逐漸對約瑟夫不利。
隨著約瑟夫撞死對方的動機曝光，以及昔日布萊克威爾被判處重刑的原由揭露，漢克終於發現自己與父親失和的理由與這項案件背後的因緣有關，而非對自己抱有偏見，因此逐漸釋懷對父親的怨恨。雖然漢克盡了自己最大的努力替父親辯護，但最终也無法為父親脫罪，最終約瑟夫被判過失致死罪而入獄4年。
在服刑7個月後，約瑟夫因癌症保外就醫。不久，他跟漢克在湖上泛舟垂釣，此時他告訴漢克說他是他這輩子所見過最好的律師，隨後就安祥地辭世。父親的葬禮結束後，漢克發現法院降了半旗致哀，小鎮上許多人也去到薩曼莎的餐廳聚集在一起悼念约瑟夫。一切事情之後，漢克打算離開，在此之前他晃進了法院，他隨手轉動父親以往在開庭時所坐的椅子，當椅子面向漢克時停了下來，彷彿是希望他繼承父親的位置。

## 演員
- 小勞勃·道尼 飾演 亨利·「漢克」·帕爾默，一名芝加哥的律師
- 勞勃·杜瓦 飾演 約瑟夫·「喬」·帕爾默法官，法官，漢克的父親
- 薇拉·法蜜嘉 飾演 薩曼莎·「山姆」·鮑威爾，漢克的前女友
- 文森·唐諾佛利歐 飾演 葛倫·帕爾默，漢克的哥哥
- 傑瑞米·史壯 飾演 戴爾·帕爾默，漢克的弟弟
- 比利·鮑伯·松頓 飾演 德懷特·迪克漢，檢察官
- 莎拉·蘭卡斯特（英语：Sarah Lancaster） 飾演 麗莎·帕爾默，漢克的妻子，正協議與漢克離婚
- 大衛·克魯霍爾特茲 飾演 麥克·卡特坦
- 艾瑪·特倫布萊 飾演 勞倫·帕爾默
- 肯·霍華德（英语：Ken Howard） 飾演 沃倫法官
- 麗頓·麥斯達 飾演 卡拉·鮑威爾，薩曼莎的私生女
- 戴克斯·夏普德 飾演 律師C·P·肯尼迪
- 丹尼斯·奧黑爾（英语：Denis O'Hare） 飾演 達克·莫瑞斯
- 法蘭克·里德利（英语：Frank L. Ridley） 飾演 陪審團主席
- 馬克·凱利 飾演 馬克·布萊克威爾
- 傑瑞米·霍爾姆 飾演 雷德尼克

## 製作
劇本最初是由尼克·施恩克所撰寫。2011年3月，大衛·塞德勒重寫了劇本。2013年3月，據報導，勞勃·杜瓦、文森·唐諾佛利歐、薇拉·法蜜嘉及戴克斯·夏普德將參演電影。4月，比爾·迪比克受聘重寫電影的劇本。工作室曾表示希望能够请到傑克·尼克遜来饰演約瑟夫一角，但被尼克遜的拒絕了，於是該角色的演員便交由杜瓦擔任。麥斯達於4月加盟劇組。
2013年5月31日，主体拍摄在麻薩諸塞州的謝爾本瀑布城开机。劇組還在阿特爾伯勒、貝爾蒙、戴德姆、桑德蘭及沃爾瑟姆取景，也曾於賓夕法尼亞州及麻薩諸塞州的伍斯特為場景進行拍攝作業。《大法官》的背景設置於印第安納州卡林維爾的一座虛構小鎮。

## 音樂
2014年2月27日，湯瑪斯·紐曼受聘為該片進行配樂工作。水塔音樂於10月7日發行電影原聲帶。

## 發行
2014年9月4日，該片於2014年多倫多國際電影節的開幕之夜上首次亮相。《大法官》於10月1日在洛杉磯舉行首映，地點位在比佛利山的美國電影藝術與科學學會。電影於2014年10月10日在美國上映。

### 營銷
2013年12月10日，華納兄弟首度將電影劇照曝光於firstshowing.net上。2014年6月11日，電影的劇照於《娛樂週刊》發布。隨後，官方首支預告片於6月19日釋出。兩支國際預告片於9月11日推出。9月17日時又釋出了另一支預告片。

## 反響

### 評價
影評界对电影的评价有好有差。爛蕃茄上收集的186篇專業影評文章中，88篇給予該片「新鮮」的正面評價，「新鮮度」為47%，平均得分5.6分（滿分10分），而基於另一影評匯總網站Metacritic上的39篇評論文章，其中12篇予以好評，6篇差評，21篇褒貶不一，平均分為48（滿分100），综合结果为「混合或中等評價」。據CinemaScore進行的調查，觀眾的平均評價於A+至F間落於「A-」。
影評人理察·羅珀给电影打分「C」，并评价道「我们观众居然根本不在乎电影里角色会怎么样」。《衛報》的彼得·布萊德肖予以《大法官》中上的評價，寫道，「这部电影就像一个大杂烩，但却充满了如礼花般鸣放的丰富情感，看了之后十分愉悦。很显然，电影能够引来奥斯卡的评审」。
《獨立報》的傑佛瑞·麥克納布寫道，「看看这复杂的剧情、若即若离的《金色池塘》式的感傷吧，如果杜瓦和道尼的演技能够再华丽一些的话，电影将会是乡村舞台上的一场盛大的狂欢」。《娛樂週刊》的影評人克里斯·納什瓦提給出「B」的評價，並表示，「我不期望《大法官》開啟一個法庭驚悚片的新時代，但我樂見於小勞勃·道尼離開漫威宇宙和貝克街」。

### 票房
《大法官》於北美的票房總額為4,710萬美元，其他地區3,730萬美元，全球共計8,440萬美元，而其製片預算為5,000萬美元。
在北美，電影於首映週末在3,003家劇院（每家劇院平均收入為4,368美元）中進帳1,310萬美元，位居該週票房第五。其他地區中，該片最成功的市場為俄羅斯、意大利和墨西哥，票房成績分別是440萬美元，299萬美元和208萬美元。

### 榮譽
| 獲獎與提名列表 | 獲獎與提名列表       | 獲獎與提名列表 | 獲獎與提名列表 | 獲獎與提名列表 | 獲獎與提名列表 |
| 年份           | 獎 / 影展            | 類別           | 獲提名者       | 結果           |                |
| -------------- | -------------------- | -------------- | -------------- | -------------- | -------------- |
| 2014年         | 第18屆好萊塢電影獎   | 年度男配角     | 勞勃·杜瓦      | 獲獎           |                |
| 2015年         | 第87屆奧斯卡金像獎   | 最佳男配角     | 勞勃·杜瓦      | 提名           |                |
| 2015年         | 第72屆金球獎         | 最佳電影男配角 | 勞勃·杜瓦      | 提名           |                |
| 2015年         | 第21屆美國演員工會獎 | 最佳男配角     | 勞勃·杜瓦      | 提名           |                |
| 2015年         | 第20屆評論家選擇獎   | 最佳男配角     | 勞勃·杜瓦      | 提名           |                |
| 2015年         | 第19屆衛星獎         | 最佳男配角     | 勞勃·杜瓦      | 提名           |                |
| 2015年         | 第19屆衛星獎         | 最佳原創配樂   | 湯瑪斯·紐曼    | 提名           |                |

## 外部連結
- 互联网电影数据库（IMDb）上《大法官》的资料（英文）
- Box Office Mojo上《大法官》的資料（英文）
- 爛番茄上《大法官》的資料（英文）
- Metacritic上《大法官》的資料（英文）
- AllMovie上《大法官》的资料（英文）